# Синец
Сине́ц (лат. Ballerus ballerus) — вид пресноводных лучепёрых рыб семейства карповых (Cyprinidae).

## Описание
Тело высокое, сильно сжатое с боков (т. е. лещеватое), наибольшая высота тела укладывается четыре раза в длину тела. Рыло заострённое. Рот конечный, косой, направлен кверху. Спинной плавник короткий, но очень высокий, с тремя жёсткими и 8—9 мягкими лучами. В длинном анальном плавнике 3 жёстких, а также от 36 до 43 мягких лучей. Чешуя мелкая, в боковой линии 66—73 чешуек. Синец внешне близок к белоглазке (лат. Ballerus sapa), но отличается заострённым рылом и мелкой чешуёй. Хвостовой плавник выемчатый, нижняя лопасть немного длиннее верхней.
Спина тёмно-коричневая или сероватая, бока золотисто-коричневые (у молоди серебристые), брюхо желтоватое, грудные плавники желтоватые, остальные бледно-серые. Во время нереста у самцов появляется пятно на боку над задней частью основания анального плавника.
Максимальная длина тела 51 см, масса — 1,53 кг. Рекордный экземпляр синца был выловлен в Словакии и весил 2,2 кг. Обычно взрослый синец имеет длину менее 50 сантиметров и весит до 600 грамм, однако в Волге и Урале встречались экземпляры массой 1—1,2 кг. Отмечалось, что в водохранилищах синец растёт лучше, чем в реках.
От размера и возраста синца зависит его плодовитость: чем больше размер, тем выше плодовитость. Самки в Кременчугском водохранилище массой около 300 грамм имели порядка 24 тысяч икринок, самки массой 600 грамм — более чем в два раза больше. По наблюдениям, в Киевском водохранилище самки возрастом четыре года имели 25 тысяч икринок, тогда как восьмилетние — почти 100 тысяч.

## Распространение
Относится к озёрно-речным рыбам. В непроточных озёрах и горных быстротечных реках практически не встречается, предпочитая тихие плёсы в крупных реках, а также проточные, расположенные в руслах рек озёра. Ареал синца намного меньше, чем у леща. Водится в реках большей части Центральной и Восточной Европы, в Швеции, а также Европейской России, не доходя до Ладожского и Онежского озёр и до рек бассейна Белого моря и Северного Ледовитого океана. Встречается в Рижском и Финском заливах Балтийского моря, в Одесском заливе Чёрного моря и в северных частях Азовского и Каспийского морей. В 1957 году выпущен в Симферопольское водохранилище Крыма, где вылавливался несколько лет.

## Экология
Основа питания взрослых синцов — зоопланктон, также питается насекомыми, червями и растениями. В Волгу входит вслед за воблой уже в марте, мечет икру на юге во второй половине апреля, в Средней России — в мае и начале июня. В Нижней Волге и Урале наблюдается второй, осенний ход синца.

## Прочие факты
В начале XX века синец являлся важной промысловой рыбой в России, за год вылавливалось до 20 млн экземпляров, продававшихся впоследствии в сушёном, малосольном и мороженом видах.